# Albert-John Cherry
Albert-John Cherry va ser un ciclista britànic amateur especialista en ciclisme en pista. El 1898 va guanyar Campionat del món de Mig món.

## Palmarès
- 1898
  -  Campionat del món amateur de mig fons